# Chính trị Philippines
Chính trị Philippines được tổ chức trong khuôn khổ của một chế độ dân chủ, tam quyền phân lập. Tổng thống Philippines là nguyên thủ quốc gia kiêm người đứng đầu chính phủ, thực hiện quyền hành pháp, do nhân dân bầu ra với nhiệm kỳ sáu năm. Quốc hội Philippines gồm Hạ viện và Thượng viện, thực hiện quyền lập pháp. Tòa án tối cao Philippines là cơ quan xét xử cao nhất, có thẩm quyền giám sát hiến pháp đối với quyết định của các cơ quan nhà nước.
Nền pháp chế Philippines chịu ảnh hưởng từ thời kỳ thuộc Tây Ban Nha và Hoa Kỳ. Chính quyền thực dân Tây Ban Nha dùng người bản xứ để cai trị Philippines, tạo thành một chế độ phân hóa giai cấp. Sau Chiến tranh Tây Ban Nha–Mỹ, Hoa Kỳ tiếp quản Philippines và thành lập một chế độ chính trị phỏng theo chế độ chính trị Mỹ. Sau khi trở thành một nước độc lập vào năm 1946, chính trị Philippines chịu sự chi phối của hai đảng cho đến khi chế độ thiết quân luật được thành lập. Từ khi dân chủ được khôi phục vào năm 1986, đa đảng tham gia chính trị. Philippines đã trải qua nhiều cuộc nổi loạn của những phong trào tả khuynh cùng với vấn đề bất ổn tại những khu vực Hồi giáo.
Chính trị Philippines chịu sự chi phối của một tầng lớp thế phiệt có thế lực lớn ở cấp quốc gia và địa phương. Các đảng chính trị không có một cương lĩnh rõ ràng mà thông thường theo sự lãnh đạo của những cá nhân, gia tộc. Tham nhũng và gian lận bầu cử là những vấn đề thường trực của Philippines. Công giáo, Quân đội Philippines và Hoa Kỳ đã tác động mạnh đến chính trị Philippines. Tuy nhiên, dư luận ủng hộ rộng rãi một chế độ dân chủ và tỷ lệ đi bỏ phiếu thường cao.

## Hành pháp
Tổng thống Philippines thực hiện quyền hành pháp.:254 Tổng thống là nguyên thủ quốc gia kiêm người đứng đầu chính phủ,:31 do nhân dân bầu ra với nhiệm kỳ sáu năm. Tổng thống không được tái cử quá một nhiệm kỳ. Người ứng cử tổng thống phải có quốc tịch bẩm sinh, đủ 40 tuổi trở lên và đã thường trú tại Philippines được ít nhất mười năm trước khi cuộc bầu cử được tổ chức. Tổng thống ban hành sắc lệnh và những văn bản khác để thực hiện quyền hạn của mình và có quyền phủ quyết luật của Quốc hội.

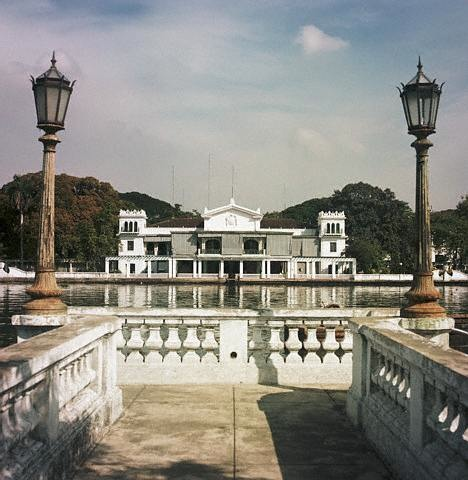
Cung Malacañang là nơi ở và làm việc của tổng thống Philippines.

Phó tổng thống Philippines được bầu riêng biệt với tổng thống,:201 có nhiệm kỳ sáu năm và không được tái cử quá hai nhiệm kỳ liên tiếp. Trong trường hợp tổng thống qua đời, từ chức hoặc không làm việc được trong thời gian dài thì phó tổng thống kế nhiệm tổng thống.:207 Trong trường hợp tổng thống tạm thời không làm việc được thì phó tổng thống giữ quyền tổng thống.:206 Trong trường hợp khuyết cả tổng thống và phó tổng thống thì chủ tịch Thượng viện giữ quyền tổng thống, khuyết chủ tịch Thượng viện thì chủ tịch Hạ viện giữ quyền. Phó tổng thống có thể được cử giữ chức vụ trong Nội các.
Nội các Philippines gồm bộ trưởng các bộ và những thủ trưởng cơ quan khác do tổng thống bổ nhiệm. Thành viên Nội các không được kiêm nhiệm nghị sĩ Quốc hội và tổng thống không được bố trí người thân đảm nhiệm những chức danh nhất định.:385:205 Tổng thống có quyền bãi bỏ văn bản của Nội các.
Tổng thống Philippines thống lĩnh Quân đội Philippines,:265 bảo đảm quân đội phục tùng chính quyền.:80 Tổng thống có quyền ra lệnh thiết quân luật:234 và đình chỉ quyền khiếu nại giam người trái pháp luật nhưng lệnh thiết quân luật thuộc thẩm quyền xem xét của Tòa án tối cao:112 và hết hiệu lực sau 60 ngày trừ phi được Quốc hội gia hạn. Tổng thống đề nghị dự toán ngân sách nhà nước trước Quốc hội.:282
Hiến pháp Philippines quy định Hạ viện quyết định đàn hặc tổng thống nếu ít nhất một phần ba tổng số hạ nghị sĩ biểu quyết tán thành, Thượng viện quyết định luận tội. Không được đàn hặc cùng một quan chức quá một lần mỗi năm. Tổng thống Joseph Estrada là tổng thống đầu tiên bị đàn hặc nhưng ông không bị Thượng viện kết tội. Chưa có tổng thống nào bị kết tội, cách chức.

## Lập pháp
Quốc hội Philippines gồm Hạ viện và Thượng viện. Thượng viện gồm 24 thượng nghị sĩ được bầu ra trong phạm vi toàn quốc với nhiệm kỳ sáu năm. Cứ ba năm là bầu lại một nửa số thượng nghị sĩ. Thượng nghị sĩ không được tái cử quá hai nhiệm kỳ liên tiếp. Chủ tịch Thượng viện do Thượng viện bầu ra trong số thượng nghị sĩ.:159
Hạ viện gồm 311 hạ nghị sĩ. 20% số hạ nghị sĩ được bầu ra theo thể thức đại diện tỷ lệ liên danh đảng, 80% được bầu ra từ các đơn vị bầu cử. Các đơn vị bầu cử bình đẳng về dân số và mỗi thành phố có dân số trên 250.000 người được bảo đảm ít nhất một hạ nghị sĩ.:162–163 Nhiệm kỳ của hạ nghị sĩ là ba năm. Hạ nghị sĩ không được tái cử quá ba nhiệm kỳ. Chủ tịch Hạ viện do Hạ viện bầu ra trong số hạ nghị sĩ.:159

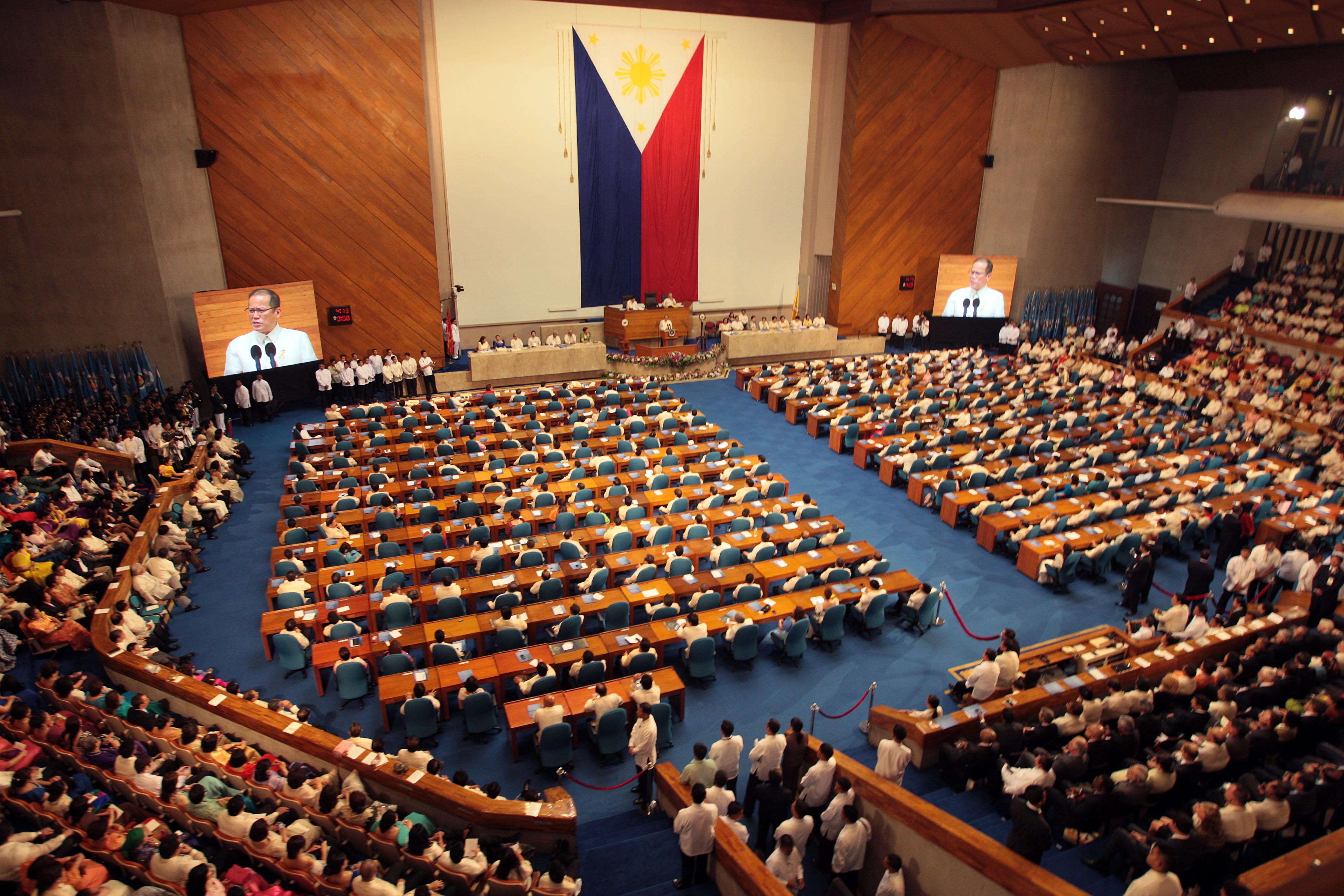
Tổng thống Benigno Aquino III trình bày Thông điệp Quốc gia vào năm 2011.

Luật của Quốc hội được tổng thống ban hành sau khi được Hạ viện và Thượng viện thông qua. Trường hợp tổng thống phủ quyết luật thì luật được công bố nếu hai phần ba tổng số hạ nghị sĩ và thượng nghị sĩ biểu quyết tán thành. Luật, nghị quyết của Quốc hội phải được quá nửa số hạ nghị sĩ và thượng nghị sĩ biểu quyết tán thành. Thượng viện có độc quyền phê chuẩn điều ước, dự toán ngân sách nhà nước phải trình Hạ viện xem xét trước. Hạ viện quyết định đàn hặc quan chức, Thượng viện quyết định luận tội quan chức.:433

## Tư pháp

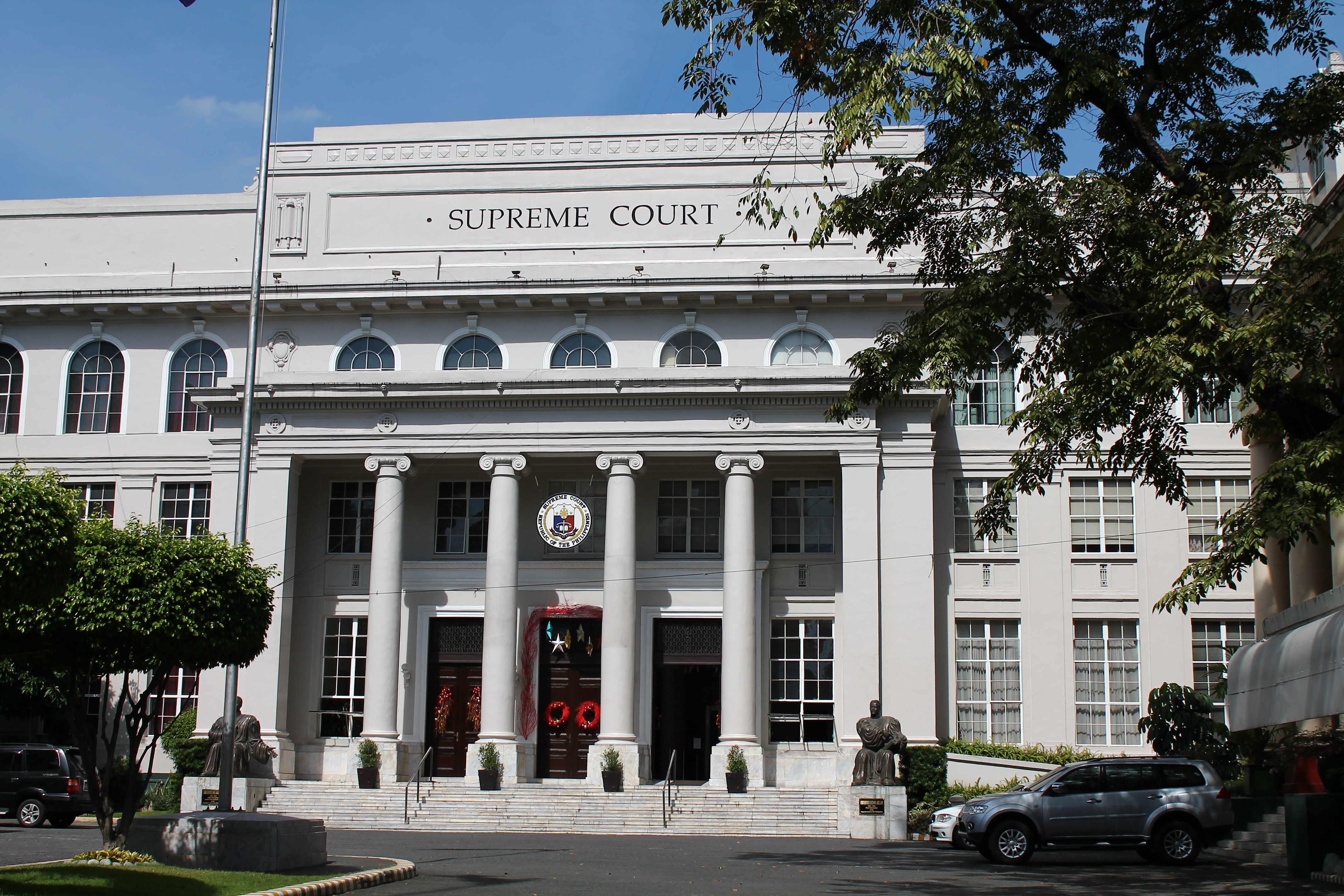
Tòa án tối cao Philippines

Tòa án tối cao Philippines là cơ quan xét xử cao nhất trong hệ thống tòa án.:6–7 Tòa án tối cao thực hiện giám sát hiến pháp đối với luật:48–49 và có quyền hủy bỏ văn bản của cơ quan nhà nước. Án lệ của Tòa án tối cao có hiệu lực như luật và không thể bị cơ quan nhà nước khác xem xét lại.:367–368
Tổ chức của tòa án cấp dưới do luật định theo nguyên tắc ba cấp xét xử.:39:8–9 Tòa án phúc thẩm là cơ quan xét xử phúc thẩm của Philippines. Tòa án sơ thẩm khu vực có thẩm quyền xét xử sơ thẩm đối với hầu hết các vụ án hình sự, được tổ chức tại các vùng của Philippines. Tòa án sơ thẩm thành phố là cấp xét xử thấp nhất. Tòa án tối cao quy định trình tự, thủ tục tố tụng tại tòa án các cấp.:46
Tòa chuyên trách đã được thành lập tại các cấp xét xử.:8 Tòa phúc thẩm thuế xét xử những vụ việc về thuế.:43 Tòa Sandiganbayan xét xử những vụ án về tham nhũng, sai phạm.:42, 52 Một vài tòa án sơ thẩm khu vực tổ chức tòa chuyên trách về trọng tội, gia đình và môi trường. Tòa Hồi giáo tại một vài vùng xét xử các vụ án dân sự mà các bên đều là tín đồ Hồi giáo. Một vài cơ quan hành chính được ủy quyền thực hiện quyền tài phán đối với những lĩnh vực do luật định.
Thẩm phán do tổng thống bổ nhiệm trong danh sách gồm ba người được Hội đồng Tư pháp và Luật sư tiến cử. Đối với thẩm phán Tòa án tối cao thì tổng thống có quyền đề nghị Hội đồng Tư pháp và Luật sư thay đổi danh sách.:302-206 Bổ nhiệm thẩm phán không cần phải được Quốc hội phê chuẩn nhằm bảo đảm tính độc lập tư pháp. Thẩm phán Tòa án tối cao có thể bị Quốc hội bãi nhiệm theo thủ tục đàn hặc. Năm 2012, Chánh án Tòa án tối cao Renato Corona trở thành thẩm phán đầu tiên bị Quốc hội bãi nhiệm. Theo lệ thường, thẩm phán lâu năm nhất của Tòa án tối cao là chánh án. Tuy nhiên, Tổng thống Gloria Macapagal Arroyo và Benigno Aquino III đều phá lệ bổ nhiệm thẩm phán ít thâm niên làm chánh án.
Chánh Thanh tra Philippines do tổng thống bổ nhiệm trong số người được Hội đồng Tư pháp và Luật sư tiến cử, có nhiệm kỳ bảy năm, không được bổ nhiệm lại. Chánh Thanh tra có nhiệm vụ điều tra, xử lý quan chức, cơ quan nhà nước vi phạm pháp luật, ngoại trừ tổng thống. Chánh Thanh tra có quyền yêu cầu cá nhân, tổ chức, cơ quan cung cấp tài liệu, thông tin cần thiết và chấp hành các quy định của pháp luật. Văn phòng Tổng biện lý đại diện cho chính phủ trong các vụ án.

## Pháp chế

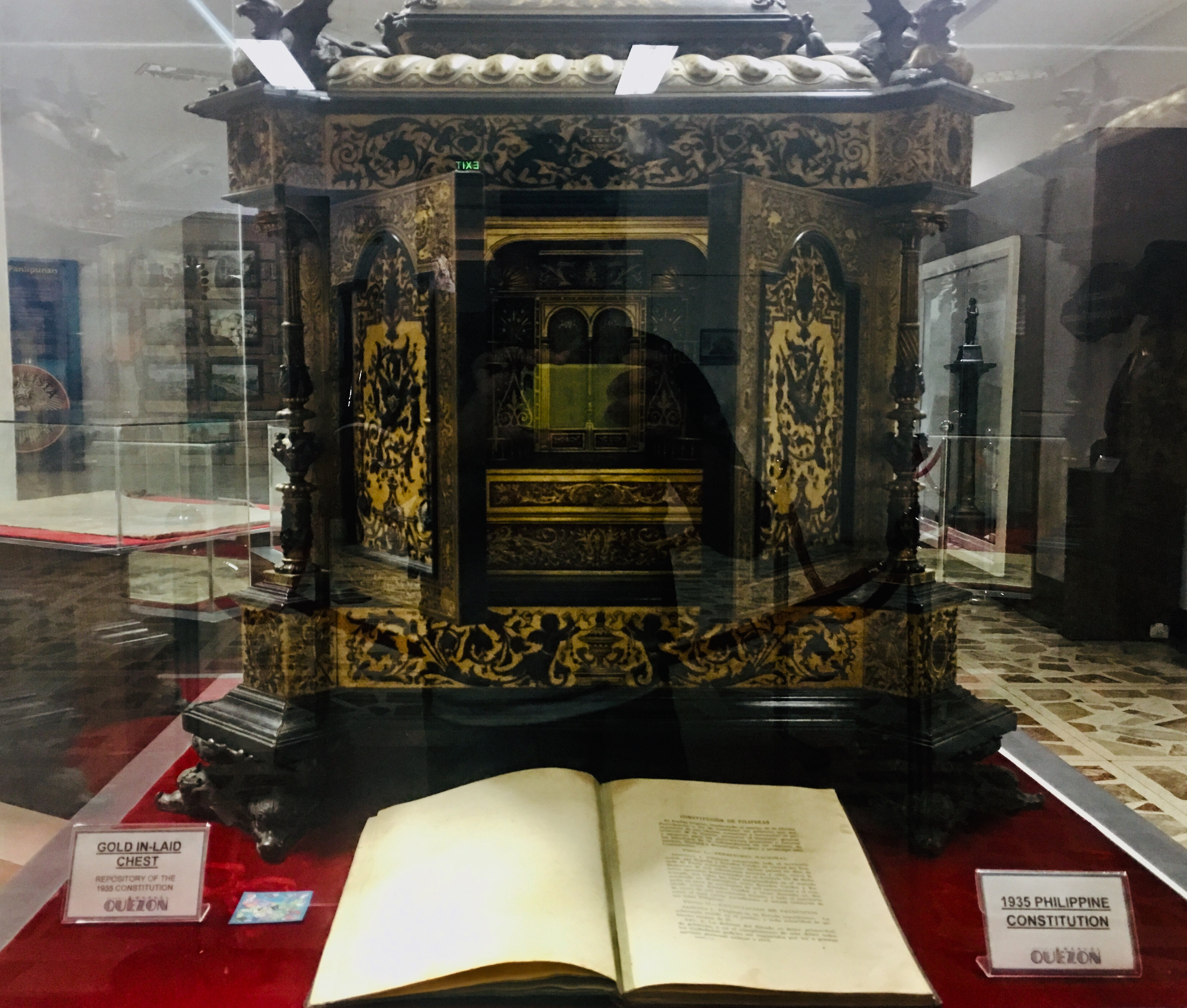
Hiến pháp Philippines năm 1935, là cơ sở của hiến pháp hiện hành.

Nền pháp chế Philippines pha trộn dân luật Tây Ban Nha và thông luật Hoa Kỳ.:304–305 Luật Hồi giáo được áp dụng cho những tín đồ Hồi giáo trong một vài lĩnh vực.:10874
Hiến pháp Philippines là luật cơ bản của Philippines.:216 Luật của Quốc hội phải phù hợp với hiến pháp. Từ năm 1898, Philippines đã trải qua bốn bản hiến pháp (1898, 1935, 1973, 1987).:10 Thời thuộc Tây Ban Nha, Hiến pháp Tây Ban Nha năm 1812 được áp dụng trong khoảng thời gian ngắn. Trong Cách mạng Philippines, vô số bản hiến pháp được ban hành mà đáng chú ý nhất là Hiến pháp Malolos.:42 Hiến pháp năm 1935 quy định một chế độ dân chủ tổng thống. Hiến pháp năm 1973 thành lập một chế độ bán đại nghị tập quyền dưới sự lãnh đạo của Tổng thống Marcos.:47–48, 382
Sau Cách mạng Quyền lực Nhân dân năm 1986, Tổng thống Aquino ra sắc lệnh ban hành một bản hiến pháp lâm thời và thành lập Ủy ban Lập hiến với nhiệm vụ soạn thảo hiến pháp mới. Dự thảo hiến pháp được hoàn thành vào ngày 15 tháng 10 năm 1986 và được phê chuẩn vào ngày 2 tháng 2 năm 1987 trong một cuộc trưng cầu ý dân. Hiến pháp năm 1987 kế thừa hiến pháp năm 1935,:216 tái lập chế độ tổng thống với những cơ chế phân lập quyền lực như chức danh Chánh Thanh tra và các cơ quan hiến định độc lập.
Bộ luật dân sự Philippines phỏng theo Bộ luật dân sự Tây Ban Nha, được áp dụng tại Philippines vào thời kỳ thuộc địa từ ngày 31 tháng 7 năm 1889. Một đặc trưng của bộ luật dân sự là ảnh hưởng của Công giáo đối với những điều khoản, quy định của bộ luật .:122 Bộ luật dân sự quy định án lệ là một phần của hệ thống pháp luật, được áp dụng trong xét xử. Hiến pháp quy định Tòa án tối cao có thẩm quyền giám sát hiến pháp, có nhiệm vụ "xác định xem cơ quan nhà nước có lạm quyền nghiêm trọng hay không vì đã vượt hoặc thiếu thẩm quyền".
Tổng thống ban hành sắc lệnh, lệnh và những văn bản khác để thực hiện nhiệm vụ, quyền hạn của mình. Luật quốc tế có hiệu lực tại Philippines một khi đã được pháp luật trong nước hoặc hiến pháp thừa nhận. Cơ quan lập pháp địa phương ban hành quy định địa phương theo nguyên tắc tự trị địa phương của Bộ luật chính quyền địa phương.

## Bầu cử

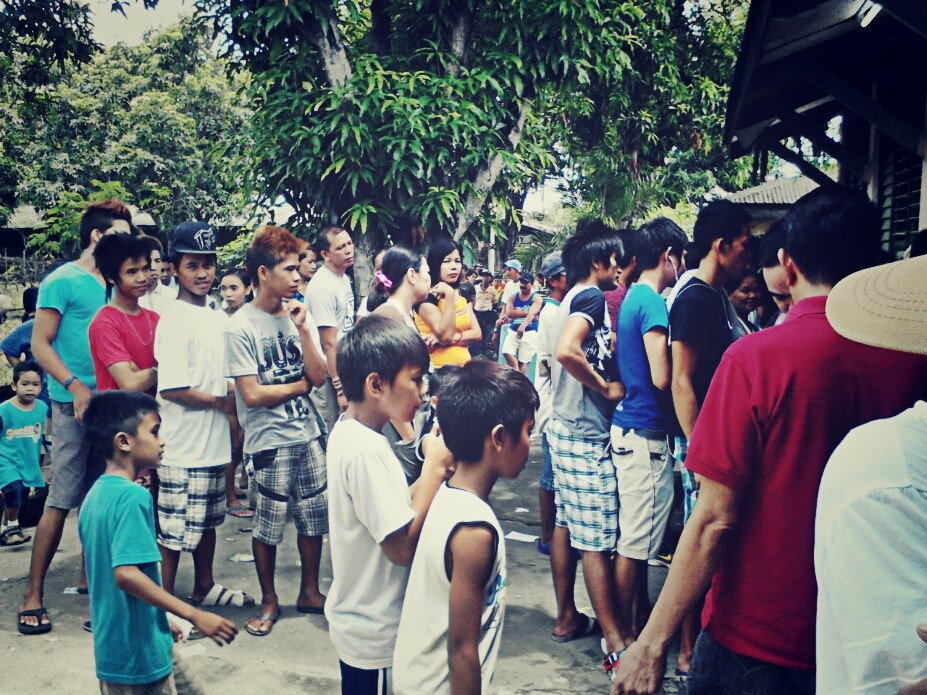
Cử tri xếp hàng đi bỏ phiếu tại Mabalacat vào năm 2013

Từ năm 1935, bầu cử tại Philippines do Ủy ban Bầu cử tổ chức. Hầu hết các đại biểu dân cử đều có nhiệm kỳ ba năm, ngoại trừ tổng thống, phó tổng thống và thượng nghị sĩ có nhiệm kỳ sáu năm.:162–163

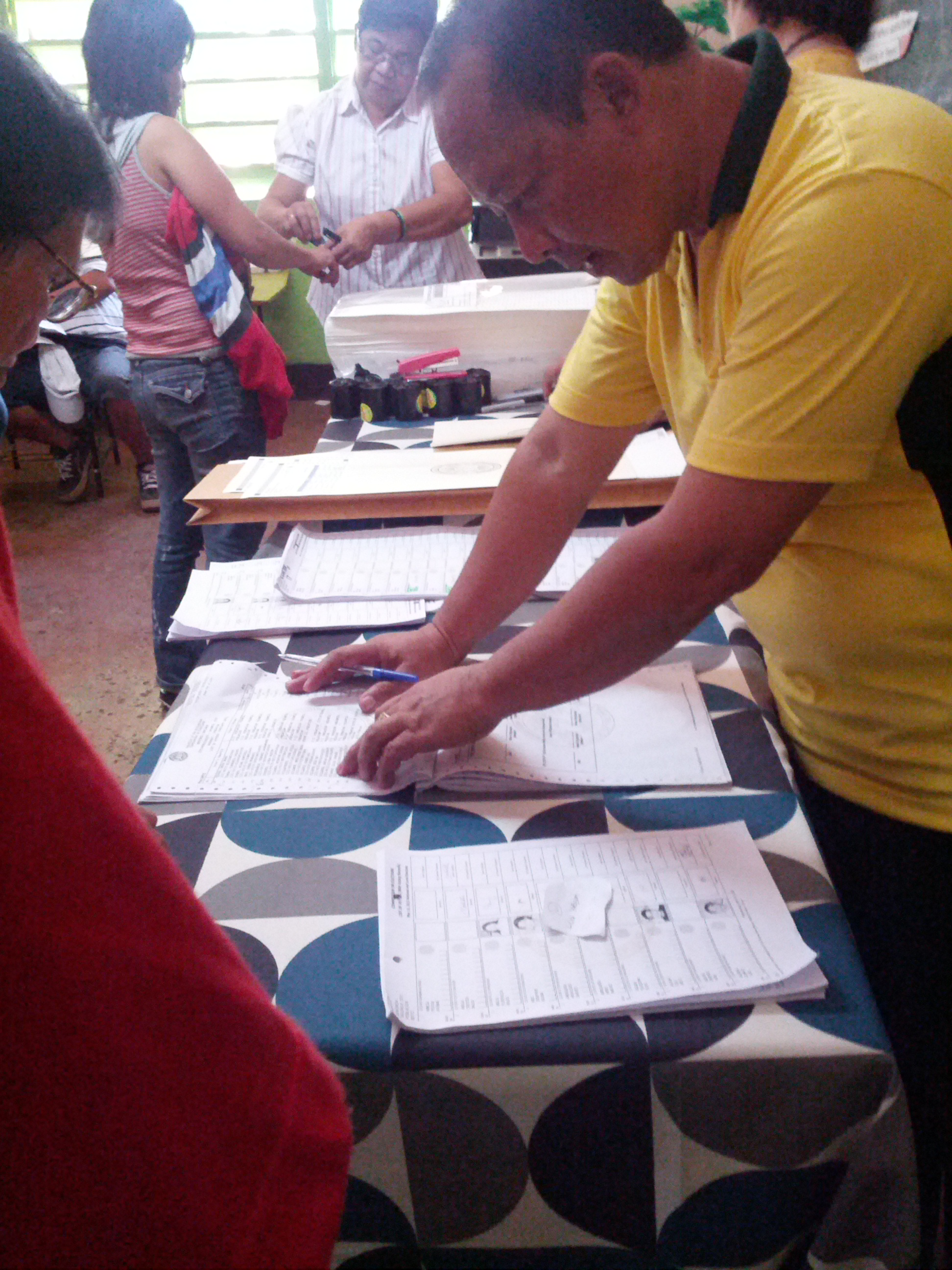
Cán bộ bầu cử tại Valencia kiểm tra danh sách cử tri trong cuộc bầu cử năm 2013

## Chính quyền địa phương
Từ thời thuộc Tây Ban Nha, quyền lực chính trị chủ yếu tập trung tại thủ đô Manila. Năm 1893, chính quyền thực dân thành lập cơ quan nhà nước tại cấp xã. Năm 1905, chính quyền Hoa Kỳ tổ chức chính quyền địa phương tại cấp tỉnh. Từ năm 1935, chính quyền địa phương trực thuộc tổng thống. Chính quyền trung ương ban hành luật phân quyền cho địa phương vào năm 1959 và năm 1967 nhưng bầu cử địa phương bị bãi bỏ sau khi chế độ quân quản được thành lập vào năm 1972.:40–42
Hiến pháp năm 1987 quy định địa phương phải được tự trị.:43 Bộ luật chính quyền địa phương năm 1991 phân quyền từ trung ương về địa phương. Các đơn vị hành chính của Philippines được phân định như sau: nước chia thành tỉnh và thành phố độc lập; tỉnh chia thành thành phố và thị xã; thành phố và thị xã chia thành xã. Xã trưởng, thị trưởng, tỉnh trưởng là người đứng đầu chính quyền địa phương, hội đồng địa phương là cơ quan lập pháp địa phương.:102–105 Bộ luật chính quyền địa phương quy định xã hội dân sự được tham gia vào chính quyền địa phương. Đại biểu dân cử có thể bị bãi nhiệm và chính quyền địa phương có thể tổ chức trưng cầu ý dân về luật địa phương.:181:111
Điều X hiến pháp năm 1987 quy định cho phép thành lập khu tự trị tại Cordilleras và Mindanao Hồi giáo nhưng hiện tại chỉ có Khu tự trị Bangsamoro tại Mindanao Hồi giáo. Tiền thân của khu tự trị là Khu tự trị Mindanao Hồi giáo, được thành lập từ năm 1989 trên cơ sở hợp nhất bốn tỉnh sau một cuộc trưng cầu ý dân. Bầu cử thống đốc, phó thống đốc và hội đồng địa phương được tổ chức lần đầu tiên vào năm 1990.:186 Cordilleras tổ chức trưng cầu ý dân về việc thành lập khu tự trị vào năm 1990, đề xuất bị đa số cử tri bác bỏ.
Trong một cuộc trưng cầu ý dân năm 2019, đa số cử tri tán thành thành lập Khu tự trị Bangsamoro trên cơ sở kế thừa Khu tự trị Mindanao Hồi giáo. Thủ đô Manila có quy chế chính quyền địa phương đặc thù, thực hiện một số nhiệm vụ, quyền hạn tương đương với chính quyền địa phương cấp vùng.:105–107

## Văn hóa và ảnh hưởng
Tuy bầu cử tại Philippines còn nhiều bất cập và tồn tại hoài nghi về lợi ích của việc đi bầu cử:214 nhưng dư luận vẫn ủng hộ nền dân chủ,:179:4 báo chí tự do và một hệ thống pháp luật ổn định.:4 Trung bình hơn 75% số cử tri đi bầu cử quốc hội, tổng thống. Tuy nhiên, người dân Philippines hiếm khi tham gia chính trị theo những hình thức khác, như sinh hoạt chính đảng, xã hội dân sự và công đoàn. Nhiều phong trào chính trị bắt nguồn trực tiếp từ quần chúng, ví dụ như cuộc nổi loạn cộng sản và những sự kiện "Quyền lực Nhân dân".:16 Thời kỳ thiết quân luật đã làm suy yếu lòng tin của người dân Philippines đối với nhà nước và các thể chế nhà nước như cảnh sát.:2
Từ thời thuộc địa đến nay, vấn đề cải cách ruộng đất vẫn chưa được giải quyết triệt để vì chính quyền chịu sự chi phối của giai cấp địa chủ. Đại đa số nông dân Philippines vẫn là tá điền.:125 Sự thất bại trong việc phân phối lại ruộng đất đã hạn chế sự phát triển của nền kinh tế và góp phần tạo nên bất bình đẳng chính trị.:69–70 Tuy nhiên, những phong trào chính trị cánh tả đã suy yếu từ sau khi dân chủ được lập lại.:12
Một giai cấp trung lưu nhỏ, tập trung ở những khu vực đô thị như Manila được tuyển chọn vào bộ máy nhà nước và có vai trò quan trọng trong xã hội dân sự. Tuy quá nhỏ để tác động đến chế độ chính trị nhưng những tổ chức xã hội dân sự này đã thay đổi được chính sách trong một vài trường hợp. Điển hình là vai trò của xã hội dân sự trong Cách mạng Quyền lực Nhân dân, khiến cho dư luận ủng hộ một chính sách kỹ trị, kinh tế thị trường tự do trong một khoảng thời gian ngắn.
Đôi khi có xung đột giữa giai cấp trung lưu này và giai cấp nghèo mà một ví dụ rõ ràng là sự khác biệt giữa cuộc biểu tình EDSA II và EDSA III. Trong khi Cách mạng Quyền lực Nhân dân có sự tham gia của cả hai giai cấp thì EDSA II chủ yếu do giai cấp trung lưu lãnh đạo, EDSA III thì bắt nguồn từ giai cấp nghèo. EDSA II thành công nhưng EDSA III thất bại.:81–83
Trình độ học vấn tương quan với lựa chọn bỏ phiếu của cử tri: cử tri ít học vấn thường bỏ phiếu cho những ứng cử viên nổi tiếng, cử tri có học vấn thì bỏ phiếu cho những ứng cử viên từ những dòng dõi thế phiệt. Cử tri nghèo và cao tuổi thường bỏ phiếu cho ứng cử viên có tên tuổi. Về mặt địa lý thì cử tri tại Luzon thường bỏ phiếu cho ứng cử viên nổi tiếng, cử tri tại Visayas và Mindanao thì bỏ phiếu cho ứng cử viên thế phiệt.:91–92 Tuy hiến pháp cấm chính trị thế phiệt nhưng chưa có luật quy định rõ chính trị thế phiệt là như thế nào. Quy định giới hạn nhiệm kỳ không thực sự hiệu quả trong việc hạn chế tình trạng chính trị thế phiệt.

### Công giáo

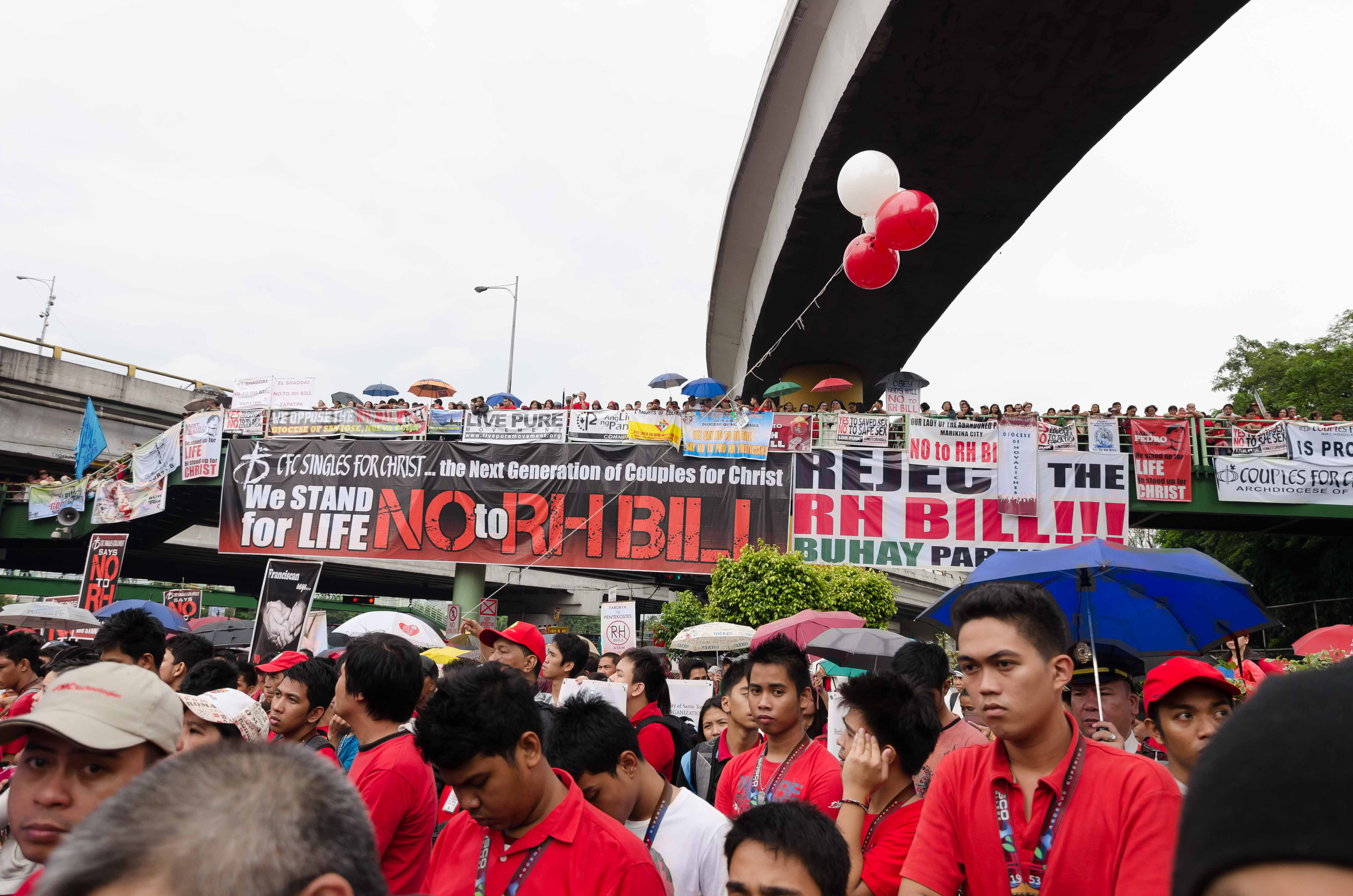
Biểu tình phản đối Luật Sức khỏe sinh sản năm 2012

Ảnh hưởng của Công giáo đối với chính trị bắt nguồn từ thời thuộc Tây Ban Nha.:16, 25 Tuy Công giáo đã được tách biệt với chính quyền từ khi Hoa Kỳ cai trị Philippines nhưng Giáo hội vẫn duy trì ảnh hưởng xã hội đối với cả tầng lớp thế phiệt và dân chúng.:32–34 Công giáo là mối liên kết đạo đức, luân lý không phân biệt giai cấp, giàu nghèo.:42, 87:118
Các dòng tu như Dòng Tên và Opus Dei sở hữu những trường đại học tư thục về luật, y và kinh doanh.:34 Giáo hội tích cực tham gia vào phát triển kinh tế, xã hội, đôi khi trái với chủ trương, chính sách của nhà nước:75 và trợ giúp các nỗ lực phòng, chống tham nhũng.:125, 145 Giáo hội có ảnh hưởng lớn đối với chính sách về gia đình, ví dụ như ủng hộ loại hình gia đình lớn và phản đối các biện pháp tránh thai;:295–296 sở dĩ Philippines bãi bỏ quyền ly hôn sau khi được độc lập là do sự vận động của Giáo hội.
Từ khi lộ hàng loạt vụ dâm ô trong Giáo hội và Hồng y Tân Hải Miên qua đời thì thế lực chính trị của Công giáo đã suy giảm.:45–46 Ví dụ điển hình của sự thoái trào của Công giáo là việc chính quyền Benigno Aquino thông qua Luật Sức khỏe sinh sản năm 2012: Giáo hội từ lâu đã phản đối các biện pháp tránh thai, kế hoạch hóa gia đình nhưng dư luận ủng hộ đạo luật. Chính quyền Rodrigo Duterte cũng xung đột với Giáo hội. Tuy Duterte không ủng hộ chế định ly hôn nhưng sự ủng hộ trong Quốc hội tăng mạnh sau khi ông trúng cử tổng thống. Một dự luật chế định quyền ly hôn được Hạ viện thông qua nhưng bị Thượng viện bác bỏ; dự luật đã được trình lại trước Quốc hội khóa tiếp theo.

### Quân đội Philippines

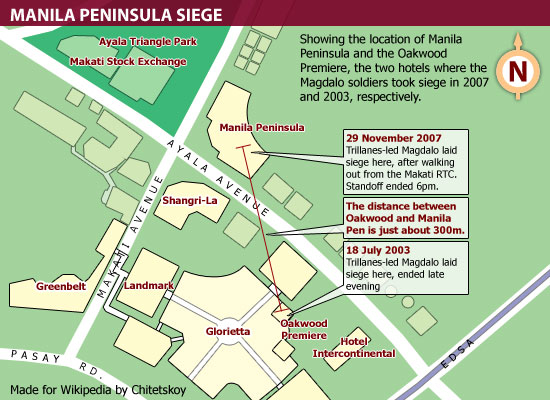
Trong cuộc binh biến Oakwood năm 2003 và cuộc bao vây khách sạn Manila Peninsula năm 2007 tại Makati, một bộ phận quân nhân đã chiếm đóng một vài tòa nhà vì bất mãn với chính quyền của Gloria Macapagal Arroyo.

Quân đội Philippines bắt đầu chính thức can thiệp vào đời sống kinh tế xã hội từ sau cuộc nổi loạn của Nhân dân quân chống Nhật.:81:179 Hiến pháp năm 1935 quy định tổng thống là tổng tư lệnh của quân đội, hiến pháp năm 1973 kế thừa quy định này và bổ sung nguyên tắc quân đội phục tùng chính phủ. Tuy nhiên, Ferdinand Marcos đã cho phép quân đội tham gia vào các dự án công chính, chính quyền địa phương và nền kinh tế. Trong thời kỳ thiết quân luật, quân đội mở rộng quy mô gấp ba lần nhằm đối phó với các lực lượng cộng sản, Hồi giáo.:88–89 Sự đối lập nội bộ đối với chính quyền tham nhũng của Marcos dẫn tới một cuộc binh biến thất bại nhằm lật đổ chính quyền, châm ngòi cuộc Cách mạng Quyền lực Nhân dân.:223–224 Vai trò của quân đội trong việc lật đổ Tổng thống Marcos tạo tiền lệ cho quân đội can thiệp vào chính trị.:11
Hiến pháp năm 1987 duy trì nguyên tắc quân đội phục tòng chính quyền của hiến pháp năm 1973 và bổ sung quy định quân đội có nhiệm vụ "bảo vệ nhân dân và nhà nước".:83:8 Hiến pháp năm 1987 cũng tách lực lượng hiến binh khỏi quân đội và giao lại công tác trị an từ quân đội cho cảnh sát.:86–87 Tuy nhiên, Quân đội Philippines tiếp tục can thiệp vào chính trị thường xuyên hơn so với trước thời kỳ thiết quân luật, góp phần lật đổ Tổng thống Estrada trong Cách mạng EDSA II năm 2001.:82 Hàng loạt cuộc binh biến đã xảy ra vào cuối thập niên 1980, năm 2003, 2006 và 2007.:98
Quân đội Philippines chịu sự giám sát của phó chánh thanh tra về quân đội, Ủy ban Nhân quyền và tòa án thường dân. Kích động binh biến và phản loạn là tội từ sau vụ đảo chính hụt năm 1989.:80 Nhìn chung Quân đội Philippines ủng hộ dân chủ và nhiều bộ phận trong quân đội đã công khai phản đối các vụ đảo chính hụt.:110 Tuy nhiên, sự giám sát lỏng lẻo tiếp tục tạo điều kiện cho quân đội can thiệp vào chính trị.:85, 93 Năm 1992, chính quyền ân xá cho những người tham gia vào các cuộc đảo chính trong quá khứ.:86

### Hoa Kỳ

Tổng thống Philippines Ferdinand Marcos, phu nhân Imelda Marcos và Tổng thống Hoa Kỳ Ronald Reagan

Ngay cả sau khi từ bỏ chủ quyền, Hoa Kỳ tiếp tục duy trì ảnh hưởng đối với kinh tế, chính trị, xã hội của Philippines.:23 Trong Chiến tranh Lạnh, Hoa Kỳ trực tiếp và gián tiếp tác động nhằm củng cố chính quyền Philippines. Quân đội Hoa Kỳ trợ giúp quân đội Philippines trấn áp Quân đội Nhân dân kháng Nhật:59–60 và ủng hộ cải cách ruộng đất nhằm tranh thủ dân chúng khỏi phong trào cộng sản.:87
Hoa Kỳ ủng hộ chế độ thiết quân luật của Marcos vì vị trí chiến lược và những căn cứ quân sự của Hoa Kỳ tại Philippines, tạo điều kiện cho Marcos duy trì quyền lực ngay cả khi xã hội dân sự và quân đội bắt đầu phản đối ông. Sau cùng, Hoa Kỳ chuyển sang ủng hộ phe đối lập:109 và đã can thiệp nhằm bảo vệ chính quyền Aquino khỏi một nỗ lực đảo chính vào năm 1989.:200
Ảnh hưởng của Hoa Kỳ bắt đầu suy giảm từ thập niên 90. Philippines quyết định không gia hạn thỏa thuận cho thuê căn cứ quân sự cho Hoa Kỳ và bắt đầu mở rộng quan hệ đối ngoại trong khu vực. Sau sự kiện ngày 11 tháng 9, quan hệ an ninh giữa hai nước được tăng cường. Philippines cho phép một số binh lính Hoa Kỳ trở lại nhằm hợp tác trong Chiến tranh hống khủng bố.:221

## Lịch sử

### Thời kỳ thuộc địa

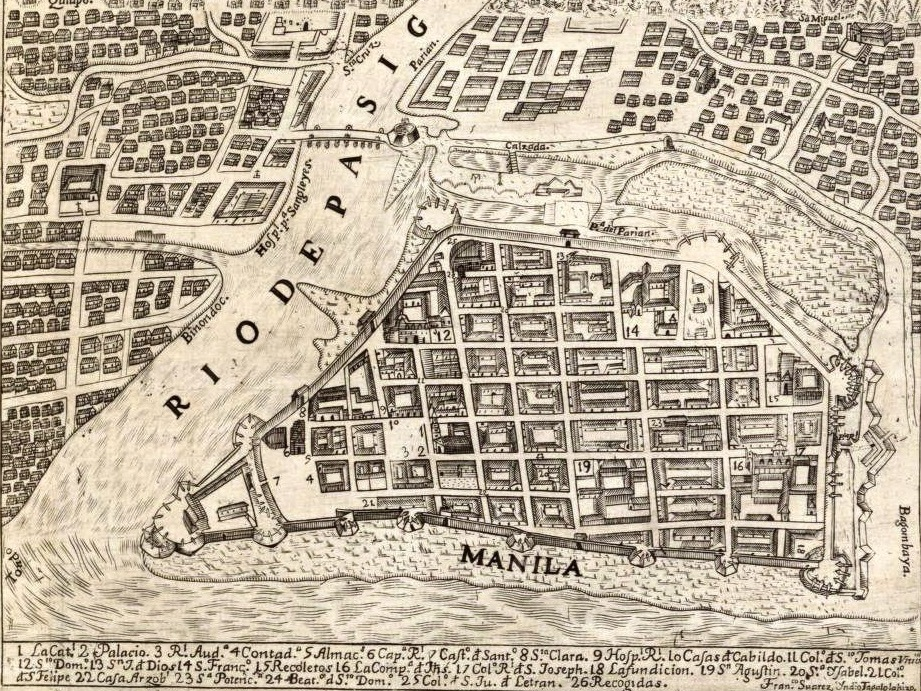
Chính quyền thực dân Tây Ban Nha thành lập Manila làm thủ đô của Đô hộ phủ Philippines.

Quần đảo Philippines gồm những barangay (tương đương với xã) giao thương với nhau. Ấn Độ giáo du nhập vào Philippines cùng với sự xuất hiện của những datu (lãnh đạo dân bản địa theo Ấn Độ giáo). Hồi quốc Sulu là nhà nước đầu tiên của Philippines, xuất hiện từ thế kỷ 15. :43–44Năm 1565, chinh tướng Tây Ban Nha Miguel López de Legazpi thành lập khu định cư đầu tiên tại Cebu. Năm 1571, Tây Ban Nha chinh phục Manila.:1076
Tây Ban Nha dần dần chinh phục phần lớn quần đảo Philippines nhưng không hoàn toàn kiểm soát được những khu vực Hồi giáo ở phía nam và miền cao nguyên Cordillera.:1076 Từ thế kỷ 19, Tây Ban Nha chiếm được những vùng ven biển.:95–96 Nhằm thoát khỏi chính quyền thực dân, người dân bản địa di cư vào sâu trong nội địa của quần đảo. Trong suốt thời kỳ thuộc địa, quần đảo Philippines phân hóa về địa phương và ngôn ngữ.
Chính quyền thuộc địa chịu sự chi phối của Giáo hội Công giáo, đặc biệt là các thầy dòng. Philippines là một phần của Tân Tây Ban Nha dưới quyền cai trị của quốc vương và Hội đồng Thuộc địa Ấn Độ:1077 nhưng trên thực tế là một lãnh thổ tự trị.:25 Toàn quyền Philippines là người đứng đầu thuộc địa.:1077 Tòa án Hoàng gia Manila được thành lập vào năm 1583. Chính quyền thực dân dựa vào dân bản địa để cai trị quần đảo.:208 Những người bản địa thuộc tầng lớp quý tộc, trong chính quyền hoặc đóng thuế trở thành một giai cấp mới gọi là principalia,:16–17 dần dần hình thành nếp sống riêng, được giáo dục và kết hôn với những quan chức Tây Ban Nha, thương gia Trung Quốc.:20–21
Từ thế kỷ 19, Philippines mở cảng tham gia thương mại thế giới, tạo nên những biến đổi trong xã hội Philippines. Cơ cấu kinh tế thay đổi dẫn tới sự hình thành của một giai cấp trung lưu, thượng lưu mới sự phát triển của ngành công chức.:12–14 Sự thắng lợi của những phong trào giành độc lập tại các thuộc địa của Tây Ban Nha ở châu Mỹ và làn sóng nhập cư vào Philippines tác động đến tinh thần dân tộc của dân bản địa: từ Filipino ban đầu nghĩa là một người Tây Ban Nha sinh ra ở Philippines, dần dần mang nghĩa mới là bao gồm các dân tộc bản địa trên quần đảo Philippines. Đi tiên phong trong phong trào dân tộc này là những gia đình giàu, có gốc châu Âu lai bản địa. Một giới trí thức bản địa xuất hiện, tích cực tham gia vào chính trị, chính quyền thuộc địa.:26–34

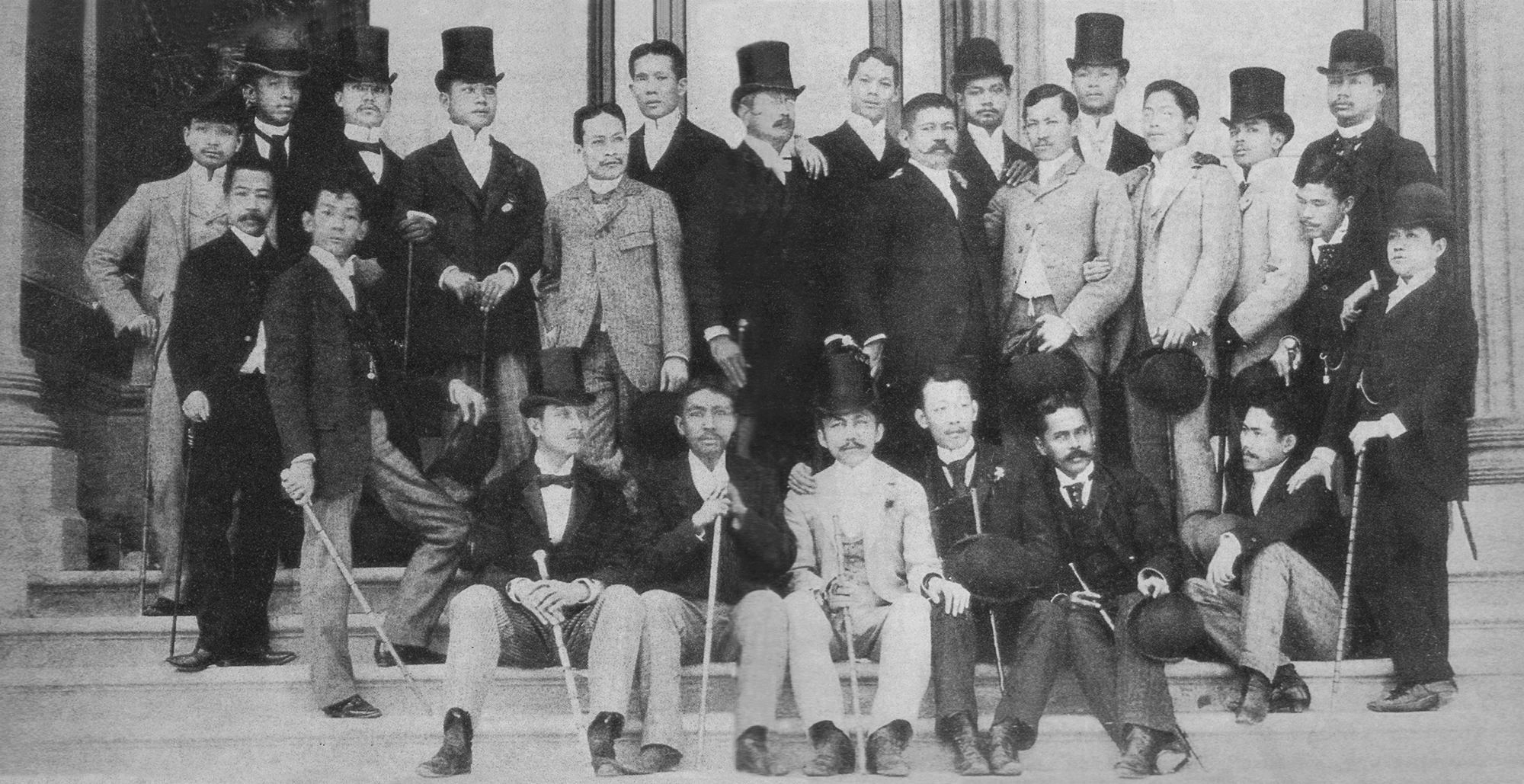
Giới trí thức Philippines tại Madrid, k. 1890

Vào thập niên 80, thế kỷ 19, một vài trí thức Philippines nổi bật phát động Phong trào Tuyên truyền:35–36 nhằm vận động giành quyền tự trị cho Philippines nhưng những cải cách của phong trào đều bị chính quyền Tây Ban Nha bác bỏ. Năm 1892, tổ chức cách mạng Katipunan được thành lập dưới sự lãnh đạo của Emilio Aguinaldo,:39 đại diện cho giai cấp trung lưu của Manila, tiền thân là một phe của Phong trào Tuyên truyền, chủ trương độc lập hoàn toàn cho Philippines. Năm 1896, Katipunan phát động Cách mạng Philippines. Ngày 12 tháng 6 năm 1898, Aguinaldo đọc tuyên ngôn độc lập Philippines. Quốc hội Malolos do Chính phủ Cách mạng triệu tập ban hành Hiến pháp Malolos, khai sinh Đệ nhất Cộng hòa Philippines.:123
Năm 1898, Tây Ban Nha ký Điều ước Paris, nhường Philippines cho Hoa Kỳ. Chiến tranh Hoa Kỳ - Philippines nổ ra vào tháng 2 năm 1899 sau khi quân Hoa Kỳ nổ súng vào một nhóm phiến quân Philippines tại Manila. Aguinaldo bị quân Hoa Kỳ bắt giữ vào ngày 1 tháng 4 năm 1901:1076 và Philippines trở thành lãnh thổ của Hoa Kỳ. Chính quyền Hoa Kỳ thành lập một chế độ dân chủ và cho phép Philippines được tự trị giới hạn. Tuy nhiên, chế độ xã hội tôn ti từ thời thuộc Tây Ban Nha được Hoa Kỳ duy trì và quyền lực của tầng lớp thế phiệt được bảo đảm.
Trong cuộc bầu cử Nghị viện Philippines đầu tiên vào năm 1907, Đảng Quốc dân dưới sự lãnh đạo của Sergio Osmeña thắng cử.:151–152 Đảng Quốc dân chủ trương độc lập cho Philippines và duy trì quyền lực cho đến khi Philippines được trao độc lập.:42 Nông dân nghèo tại một số khu vực tiếp tục phản đối chính quyền Hoa Kỳ:128–130 và phát động những cuộc nổi dậy vào thập niên 1930.:21–22 Hoa Kỳ mở rộng chủ quyền đến Hồi quốc Sulu và bình định những khu vực miền núi. Chính quyền Philippines thi hành chính sách di dân Công giáo đến Mindanao nhằm thay đổi cơ cấu dân số, củng cố chính quyền địa phương.:269–270 Tuy nhiên, những khu vực Hồi giáo tiếp tục duy trì hai chế độ chính trị song song.:93
Năm 1916, Quốc hội Hoa Kỳ thông qua Luật Jones, phân quyền tự trị cho Philippines và cam kết sẽ trao độc lập trong tương lai. Nghị viện của Philippines được trao nhiều quyền hạn hơn, trong khi Đảng Quốc dân thì chiếm quyền kiểm soát các cơ quan nhà nước nhằm làm suy yếu sự kiểm soát của Hoa Kỳ. Sau khi thượng viện trong nghị viện được thành lập thì Đảng Quốc dân phân hóa thành hai phe đối địch nhau: phe Unipersonalistas của Osmeña và phe Colectavistas của Chủ tịch Thượng viện Manuel L. Quezon.:44 Luật Tydings–McDuffie năm 1934 quy định Hoa Kỳ sẽ trao độc lập cho Philippines sau một thời kỳ chuyển tiếp mười năm.:1117

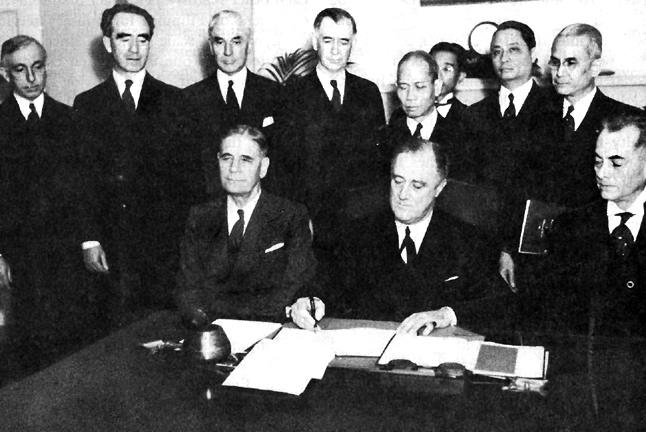
Tổng thống Hoa Kỳ Franklin D. Roosevelt ký ban hành Hiến pháp Philippines năm 1935 có Chủ tịch Thượng viện Philippines Manuel L. Quezon chứng kiến.

Năm 1935, Quezon trúng cử tổng thống, Osmeña trúng cử phó tổng thống.:12 Năm 1937, phụ nữ Philippines được trao quyền bầu cử. Chính quyền Philippines quy định một chương trình giáo dục chung trên toàn quần đảo và chọn tiếng Tagalog làm ngôn ngữ quốc gia. Hiến pháp năm 1935 phỏng theo hiến pháp Hoa Kỳ nhưng quy định nhiều quyền hạn hơn cho chức danh tổng thống Philippines so với tổng thống Hoa Kỳ. Trong thời kỳ chuyển tiếp, chính quyền Hoa Kỳ lúc thì đối xử với Philippines như một nước độc lập, lúc thì như một lãnh thổ thuộc quyền tài phán của Hoa Kỳ.:16
Năm 1941, Nhật Bản xâm lược Philippines, buộc chính quyền phải lưu vong.:1118 Nhật Bản thành lập một chính quyền bù nhìn với Hiệp hội Phục vụ Tân Philippines là đảng cầm quyền duy nhất, José P. Laurel làm tổng thống.:14–15 Ở các khu vực nông thôn, dân địa phương tự phát thành lập chính quyền, phát động kháng chiến dưới sự lãnh đạo của Nhân dân quân chống Nhật.:105 Trong thời kỳ lưu vong, Quezon qua đời, Osmeña kế nhiệm tổng thống. Năm 1944, Hoa Kỳ tái chiếm Philippines và khôi phục chính quyền lưu vong.:15
Sau Chiến tranh thế giới thứ hai, Đảng Quốc dân chia rẽ nội bộ, Manuel Roxas ly khai thành lập Đảng Tự do. Năm 1946, Roxas thắng cử Osmeña trong cuộc bầu cử tổng thống cuối cùng của Philippines thuộc Mỹ.:145 Chính quyền đàn áp một phong trào chính trị cánh tả bắt nguồn từ Nhân dân quân chống Nhật, khiến cho Đảng Cộng sản Philippines tuyên bố đấu tranh chính trị vũ trang chống chính quyền.:105 Hoa Kỳ từ bỏ chủ quyền đối với Philippines vào ngày 4 tháng 7 năm 1946 và Roxas trở thành tổng thống đầu tiên của Cộng hòa Philippines.:145

### Thời kỳ độc lập

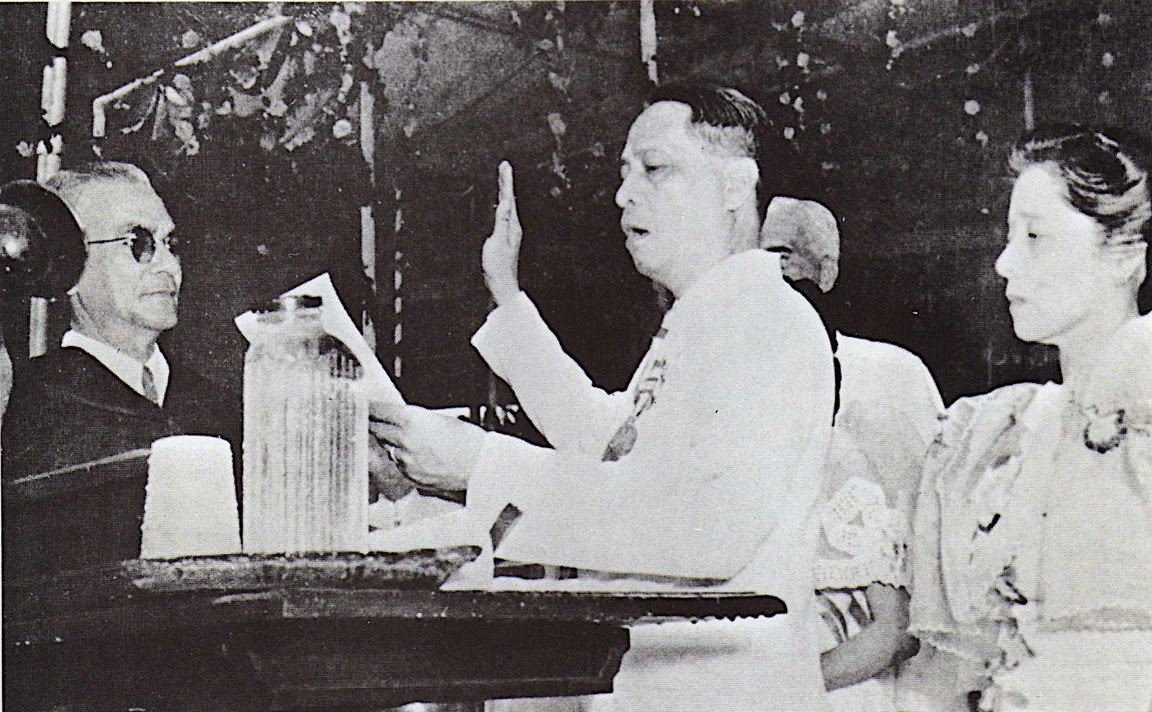
Lễ tuyên thệ nhậm chức của Tổng thống Manuel Roxas, tổng thống đầu tiên của Philippines.

Chiến tranh thế giới thứ hai làm suy yếu chính quyền trung ương, trong một vài trường hợp dẫn tới tình trạng chính trị gia cát cứ mỗi tỉnh. Nhiều chính trị gia tỉnh dùng thế lực địa phương làm bàn đạp để tham gia chính trị quốc gia.:19–20 Quyền bầu cử được phổ cập đến toàn bộ người dân nhưng quyền lực chính trị vẫn tập trung vào tay của một thiểu số quý tộc. Nền kinh tế Philippines bắt đầu tăng trưởng, đa dạng hóa, làm gia tăng nạn tham ô công quỹ.:69 Hệ thống chính trị vẫn chịu sự chi phối của hai đảng chính nhưng thực tế là không có sự khác biệt lớn về chính sách, cương lĩnh giữa hai đảng mà chỉ là phương tiện cho tầng lớp thế phiệt vào chính quyền.:17
Năm 1948, Roxas qua đời vì bị nhồi máu cơ tim, Phó Tổng thống Elpidio Quirino kế nhiệm tổng thống.:16 Quirino tập trung quyền hạn của mình nhưng bị dư luận lên án là tham nhũng. Năm 1953, Ramon Magsaysay, cựu bộ trưởng quốc phòng của Quirino trúng cử tổng thống. Magsaysay chấm dứt cuộc nổi loạn của Nhân dân quân chống Nhật và đưa những phiến quân ra Mindanao:111 nhằm thay đổi thành phần tôn giáo địa phương từ Hồi giáo sang Công giáo.:177, 180
Ngày 17 tháng 3 năm 1957, Magsaysay tử nạn trong một vụ rơi máy bay. Phó Tổng thống Carlos P. Garcia kế nhiệm ông và tái cử trong cuộc bầu cử cùng năm. Garcia duy trì chính sách "ưu tiên Philippines":69 của Magsaysay và thi hành chính sách thắt lưng buộc bụng. Năm 1961, Phó Tổng thống Diosdado Macapagal thuộc Đảng Tự do trúng cử tổng thống. Macapagal khôi phục chính sách kinh tế thị trường tự do và nỗ lực thực hiện cải cách ruộng đất, điện khí hóa.:808 Năm 1965, Thượng nghị sĩ Ferdinand Marcos trúng cử tổng thống.

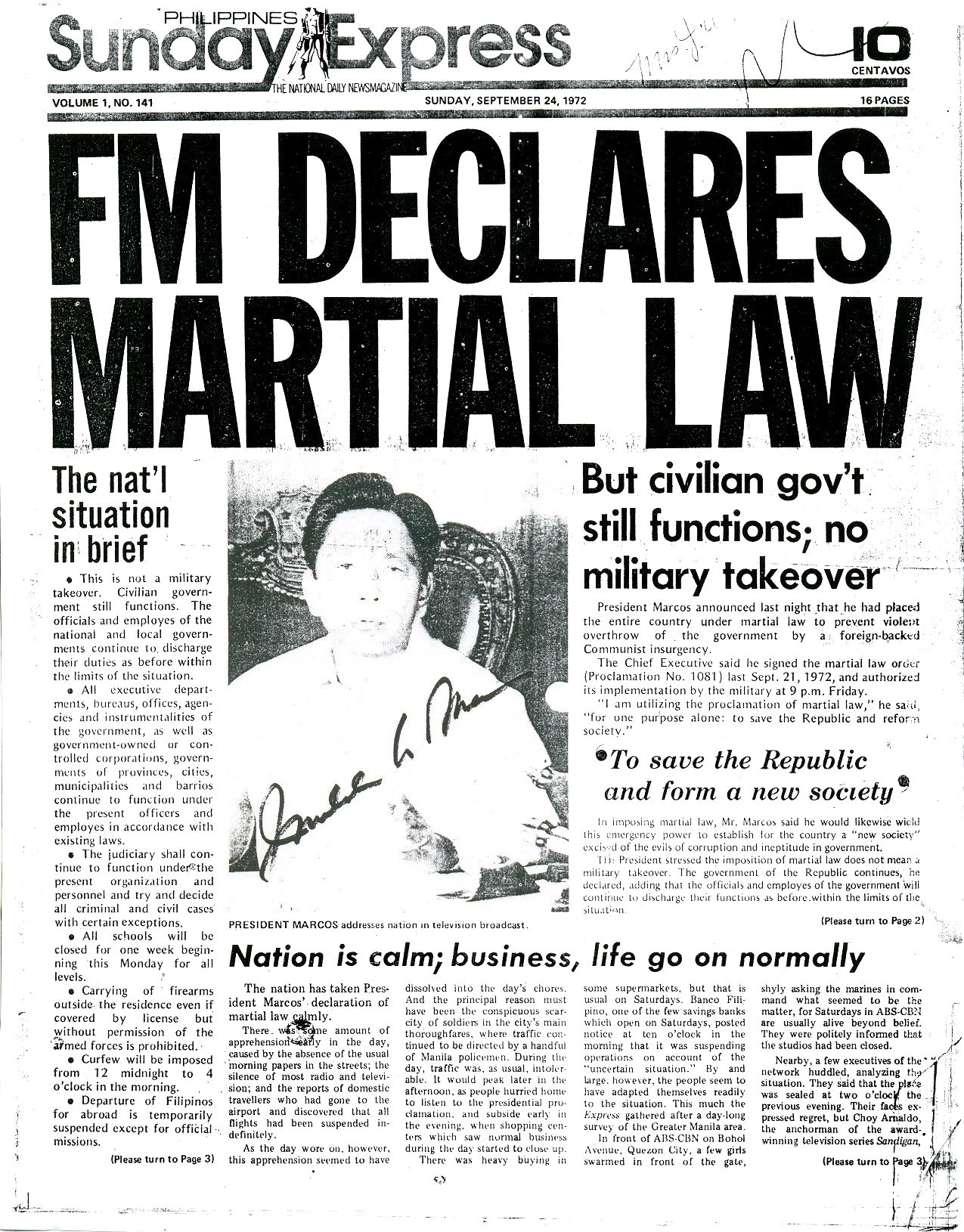
Tổng thống Ferdinand Marcos ra lệnh thiết quân luật

Từ thập niên 1960, nền kinh tế tăng trưởng mạnh, đa dạng hóa. Doanh nghiệp tư nhân tập trung quyền lực kinh tế trong khi truyền thông đại chúng phát triển. Marcos là tổng thống đầu tiên được tái cử nhưng bị cáo buộc dùng những thủ đoạn bạo lực, mua chuộc phiếu bầu nhằm trúng cử. Sau cuộc bầu cử, bất ổn xã hội gia tăng. Phiến quân cộng sản bành trướng địa bàn hoạt động và những nhóm Hồi giáo phát động nổi dậy ở Mindanao. Năm 1972, Marcos ra lệnh thiết quân luật.
Nhằm chấm dứt xung đột ở Mindanao, Marcos ra lệnh công nhận các ngày lễ Hồi giáo, ban hành một bộ luật dân sự dành riêng cho tín đồ Hồi giáo và thừa nhận quyền lực của một số Sultan ở Mindanao và Sulu. Trong thời kỳ thiết quân luật, Marcos dựa vào bộ máy cán bộ, công chức, viên chức kỹ trị để điều hành đất nước trên danh nghĩa đấu tranh chống lại giai cấp địa chủ thế phiệt.:69–71 Ngoài ra, Marcos tăng cường quyền hạn, nguồn lực của quân đội. Tháng 11 năm 1972, Marcos ban hành hiến pháp mới, thành lập một chế độ bán tổng thống.
Marcos hoàn toàn kiểm soát bộ máy nhà nước, chính quyền địa phương, quân đội, báo chí và Ủy ban Bầu cử. Năm 1978, quốc hội lâm thời được bầu ra. Marcos thành lập Phong trào Xã hội Mới nhằm tham gia bầu cử quốc hội lâm thời và bầu cử địa phương vào năm 1980 và đã thắng cử lớn trong cả hai cuộc bầu cử. Quốc hội lâm thời chỉ là cơ quan lập pháp trên danh nghĩa mà không có thực quyền.:125 Tòa án tối cao thừa nhận quyền hạn hành pháp của Marcos dưới chế độ thiết quân luật.:70
Một vài dòng giống thế phiệt đối lập với Marcos bị tước tài sản, quyền lực chính trị:41 và bị những đồng minh của Marcos thay thế. Marcos bãi bỏ lệnh thiết quân luật vào năm 1981 trước khi Giáo hoàng Gioan Phaolô II thăm Philippines nhưng vẫn duy trì quyền hạn lớn. Phe đối lập tẩy chay cuộc bầu cử tổng thống năm 1981 và Marcos dễ dàng tái cử. Năm 1983, nhà lãnh đạo đối lập Benigno Aquino Jr. bị ám sát sau khi trở về Philippines từ lưu vong.
Kinh tế suy thoái, chính quyền tham nhũng tạo điều kiện cho phe đối lập trúng cử nhiều đại biểu trong cuộc bầu cử quốc hội năm 1984. Marcos quyết định tổ chức bầu cử tổng thống sớm vào năm 1986. Phe đối lập đề cử Corazon Aquino, góa phụ của Benigno, làm ứng cử viên. Marcos tuyên bố thắng cử nhưng phe đối lập bác bỏ kết quả và cáo buộc Marcos đã dàn xếp cuộc bầu cử, châm ngòi Cách mạng Quyền lực Nhân dân. Marcos buộc phải tháo chạy khỏi Philippines và Aquino trở thành tổng thống.

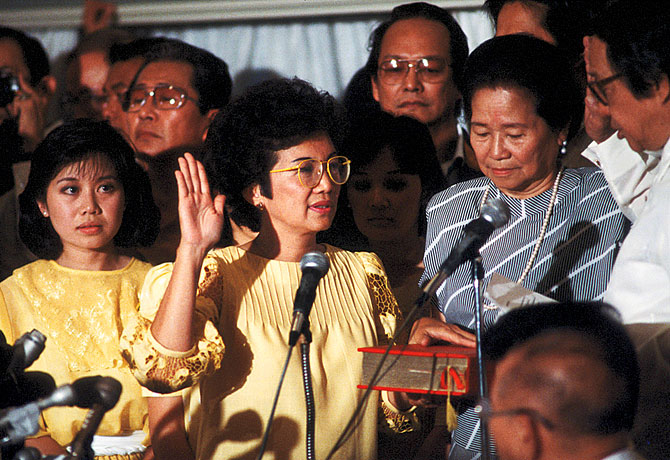
Lễ tuyên thệ nhậm chức của Corazon Aquino vào ngày 25 tháng 2 năm 1986.

Hiến pháp năm 1987 khôi phục nền dân chủ phỏng theo hiến pháp năm 1935 và quy định một vài cơ chế dân chủ trực tiếp. Trong cuộc bầu cử địa phương năm 1988, những thành phần quyền quý tái chiếm chính quyền. Chính quyền Aquino trải qua hàng loạt cuộc đảo chính hụt và phải đối phó với những thành phần ly khai cộng sản, Hồi giáo. Năm 1991, Aquino ban hành Bộ luật chính quyền địa phương, phân quyền, nguồn lực từ trung ương về địa phương.:115
Aquino quyết định không tái cử và ủng hộ Fidel V. Ramos trong cuộc bầu cử tổng thống năm 1992 mặc dù ông đã rời khỏi đảng của bà và thành lập đảng mới. Ramos thắng cử nhưng bị cáo buộc gian lận bầu cử. Cuộc tổng tuyển cử năm 1992 là lần đầu tiên bầu cử tổng thống, quốc hội và địa phương được tổ chức cùng lúc. Sau khủng hoảng tài chính châu Á năm 1997, chính sách kinh tế tự do của Ramos bị chỉ trích nặng nề. Năm 1998, Joseph Estrada, phó tổng thống của Ramos, dễ dàng trúng cử tổng thống trên cương lĩnh dân túy, tranh thủ cử tri nghèo.:95–97
Estrada dính vào nhiều cáo buộc tham nhũng, ưu ái thân hữu và bị Hạ viện đàn hặc.:274–276 Trong phiên luận tội tại Thượng viện, những thượng nghị sĩ thân với Estrada không cho xuất trình chứng cứ có hại cho ông. Biểu tình ngay lập tức nổ ra yêu cầu Estrada từ chức và quân đội tuyên bố ủng hộ Phó Tổng thống Arroyo. Estrada buộc phải từ chức và tháo chạy khỏi Cung Malacañang. Tòa án tối cao tuyên bố khuyết tổng thống và Arroyo kế nhiệm Estrada.

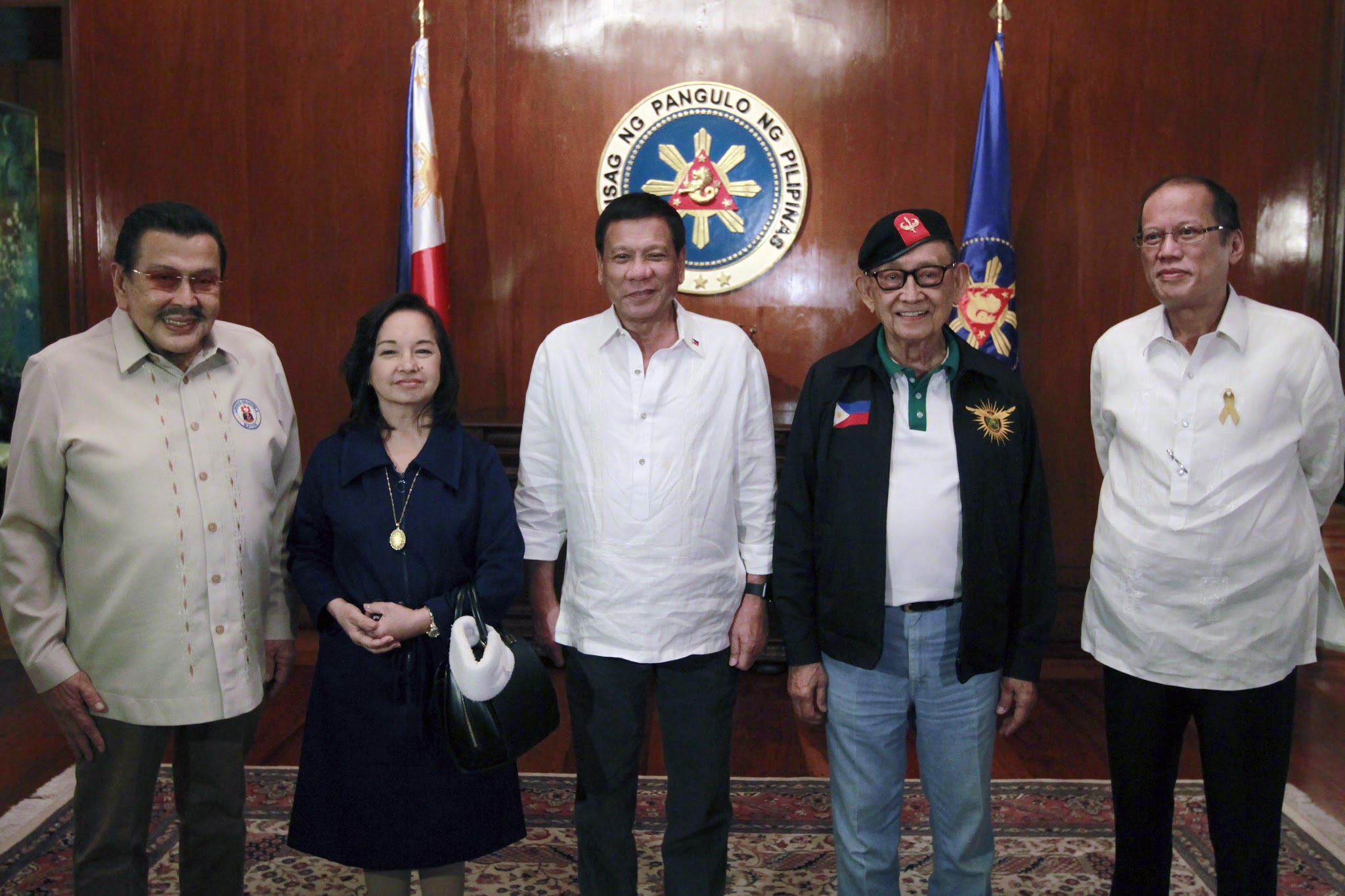
Các tổng thống Joseph Estrada, Gloria Macapagal Arroyo, Rodrigo Duterte, Fidel Ramos và Benigno Aquino III

Arroyo tuyên thệ nhậm chức vào ngày 20 tháng 1 năm 2001. Vây cánh của Estrada tổ chức biểu tình yêu cầu phục chức ông nhưng bất thành. Trong cuộc tổng tuyển cử năm 2001, Liên minh Quyền lực Nhân dân của Arroyo thắng cử đa số trong Quốc hội. Cuộc binh biến Oakwood xảy ra tại Manila vào năm 2003 với mục đích lật đổ chính quyền. Arroyo tái cử tổng thống vào năm 2004 với 40% số phiếu bầu nhưng sự thật là bà đã chỉ đạo dàn xếp cuộc bầu cử. Một cuộc binh biến khác xảy ra trong nhiệm kỳ thứ hai của bà. Vào cuối nhiệm kỳ, Arroyo là tổng thống không được tín nhiệm cao nhất kể từ sau Cách mạng Quyền lực Nhân dân năm 1986.
Năm 2010, Benigno Aquino III, con trai của cố tổng thống Aquino, trúng cử tổng thống. Chính quyền Aquino được xem là ổn định, tương đối trong sạch và có mức tín nhiệm cao nhất kể từ Marcos. Mức tín nhiệm của Aquino giảm sút vào cuối nhiệm kỳ do dư luận bất mãn về chế độ chính trị bị xơ hóa nói chung chứ không phải riêng gì Aquino. Trong cuộc bầu cử tổng thống năm 2016, thị trưởng Thành phố Davao Rodrigo Duterte thắng cử trước ứng cử viên của Aquino.
Duterte tranh cử trên cương lĩnh dân túy, tranh thủ nhiều tầng lớp kinh tế xã hội, nhất là giai cấp trung lưu.:18 Chính quyền Duterte thi hành chính sách "Chiến tranh chống ma túy" dẫn tới hàng nghìn người thiệt mạng và đầu tư xây dựng cơ sở hạ tầng. Chính quyền nỗ lực chấm dứt cuộc nổi loạn của phiến quân cộng sản và giảng hòa với Mặt trận Hồi giáo Giải phóng Moro bằng cách thành lập chính quyền tự trị Bangsamoro thay thế cho chính quyền địa phương cũ. Chính quyền duy trì chính sách kinh tế của Aquino, tập trung giảm nghèo.
Tháng 5 năm 2022, Ferdinand Marcos Jr (biệt danh là "Bongbong"), con trai của cựu tổng thống Ferdinand Marcos, trúng cử tổng thống với gần 59% số phiếu bầu. Phó tổng thống là Sara Duterte, con gái của tổng thống mãn nhiệm Rodrigo Duterte. Marcos và Sara Duterte tuyên thệ nhậm chức vào ngày 30 tháng 6 năm 2022.